# Braulio Arenas
Braulio Arenas Carvajal (La Serena, 4 de abril de 1913-Santiago, 12 de mayo de 1988) fue un poeta, dramaturgo y novelista chileno de la vanguardia del siglo XX, fundador del grupo surrealista Mandrágora, Premio Nacional de Literatura 1984.

## Biografía
Vivió gran parte de su infancia su ciudad natal, La Serena, en el Norte Chico de Chile. A los 14 años publicó su primer cuento en el diario serenense que dirigía su padre.
Su familia se mudó a Santiago en 1929, "donde Arenas descubrió el juego de ajedrez, que marcará, como a muchos otros, de manera importante una obra que recién comenzaba".
En 1932 se fue a Talca a realizar estudios secundarios en el Liceo de Hombres, actualmente Liceo Abate Molina. Allí conoció a Teófilo Cid, Enrique Gómez Correa, entre otros, participando en fluidas actividades literarias junto a estos.
Años más tarde regresó a Santiago, para cursar estudios de Derecho, que abandonó en favor de su reciente carrera de escritor. Así comenzó a destacar entre los círculos literarios nacionales de la época, en ese entonces, algo opacados por figuras como Pablo Neruda o Gabriela Mistral.
En 1935 Eduardo Anguita lo llevó a casa de Vicente Huidobro, padre del creacionismo, que por entonces disputaba el centro de la innovación literaria junto a movimientos como el Dadá y el Surrealismo. 
Arenas se vería influenciado por todas estas nuevas corrientes europeas, y junto a otros escritores de la misma estirpe, y sus viejos amigos, crea el grupo La Mandrágora en 1938.
"Ruptura, trasgresión e iconoclastia son los motores del grupo por ese entonces. Muchas anécdotas se cuentan sobre Arenas y la Mandrágora; entre ellas destaca lo ocurrido en 1940, cuando interrumpe un acto en el Salón de Honor de la Universidad de Chile, en el que participaba Pablo Neruda y, luego de arrancarle el discurso de las manos, lo rompió en mil pedazos".
Con el correr de los años Arenas encuentra una identidad artística, una línea literaria, que le permite ser apreciado por sus padres, amigos y colegas, alejándose del surrealismo. Su obra se mantiene al margen de los convencionalismos políticos —aunque cabe mencionar que aportó con un poema en un libro de autores chilenos dedicado a España durante la guerra— y comienza a experimentar tanto en el género poético, como novelesco e incluso en el drama con la obra Samuel.
Él mismo declaró durante la década del 70 que su obra no gozaría nunca de una fama mundial, ni siquiera de un reconocimiento local, debido a que sus trabajos no se concentraban en los temas de interés popular, como el erotismo o la violencia. Algunos consideran que es "un escritor para escritores".
En la novela "Adiós a la familia" que fuera rebautizada después con el título de Sólo un día en el tiempo —con prólogo del mismísimo autor— se muestra toda la maestría de Arenas para generar un verdadero espectáculo literario de un hecho nimio y pueril como la muerte de un muchacho de provincia. En ella se muestran los encantos de Leopoldo sobre un grupo de mujeres jóvenes que lo siguen por extraños deseos. Leopoldo es temeroso frente a la tecnología de las primeras décadas del siglo XX y teme develar su ignorancia. No entiende como "la radio es capaz de transmitir voces en fila india sin que se desordenen en los oídos del oyente".
Una parte de la crítica ha querido enmarcar la obra de Arenas en torno al realismo mágico, pero él no es de los autores que extralimita la realidad o tiende hacia la incoherencia, o lo sobrenatural, es más bien un re interpretador de la realidad a partir de sucesos comunes, a los cuales nos hemos acostumbrado. Cronológicamente, evoca el pasado, quizá por la mayor posibilidad de interpretación y subjetivismo que hay en torno al recuerdo.
Después del golpe militar del 11 de septiembre de 1973, Arenas se manifestó públicamente como partidario de la Junta Militar y de la dictadura de Augusto Pinochet.
En 2009, Ernesto Pfeiffer (1985) —que al año siguiente crearía la Editorial Pfeiffer— realizó un intento de revaloración y rescate de la extensa obra del escritor con la cuidada antología Realidad desalojada, que reúne poemas, cuentos, artículos, ensayos, fragmentos de sus novelas y material inédito, y dos textos sobre Arenas, escritos por Rafael Rubio y Pedro Lastra. Además, Pfeiffer realizó, con la ayuda financiera del Consejo Nacional de la Cultura y las Artes, la exposición Braulio Arenas, el laberinto en el espejo (Biblioteca de Santiago, junio y julio de 2009); concebida en forma de instalación, la muestra tenía 80 metros de longitud y más de 120 espejos que hacían dialogar los principales versos del poeta. También hizo vídeo de 25 minutos que entrega un recorrido por la vida y obra de Arenas.

## Premios
- Premio Municipal de Literatura de Santiago 1960 por Poemas
- Premio Municipal de Literatura de Santiago 1972 por El laberinto de Greta
- Premio Ricardo Latcham 1976 (Pen Club, Santiago)
- Premio Nacional de Literatura 1984

## Obras
- El mundo y su doble, 1940
- La mujer mnemotécnica, 1941
- Luz adjunta, 1950
- La simple vista, 1950

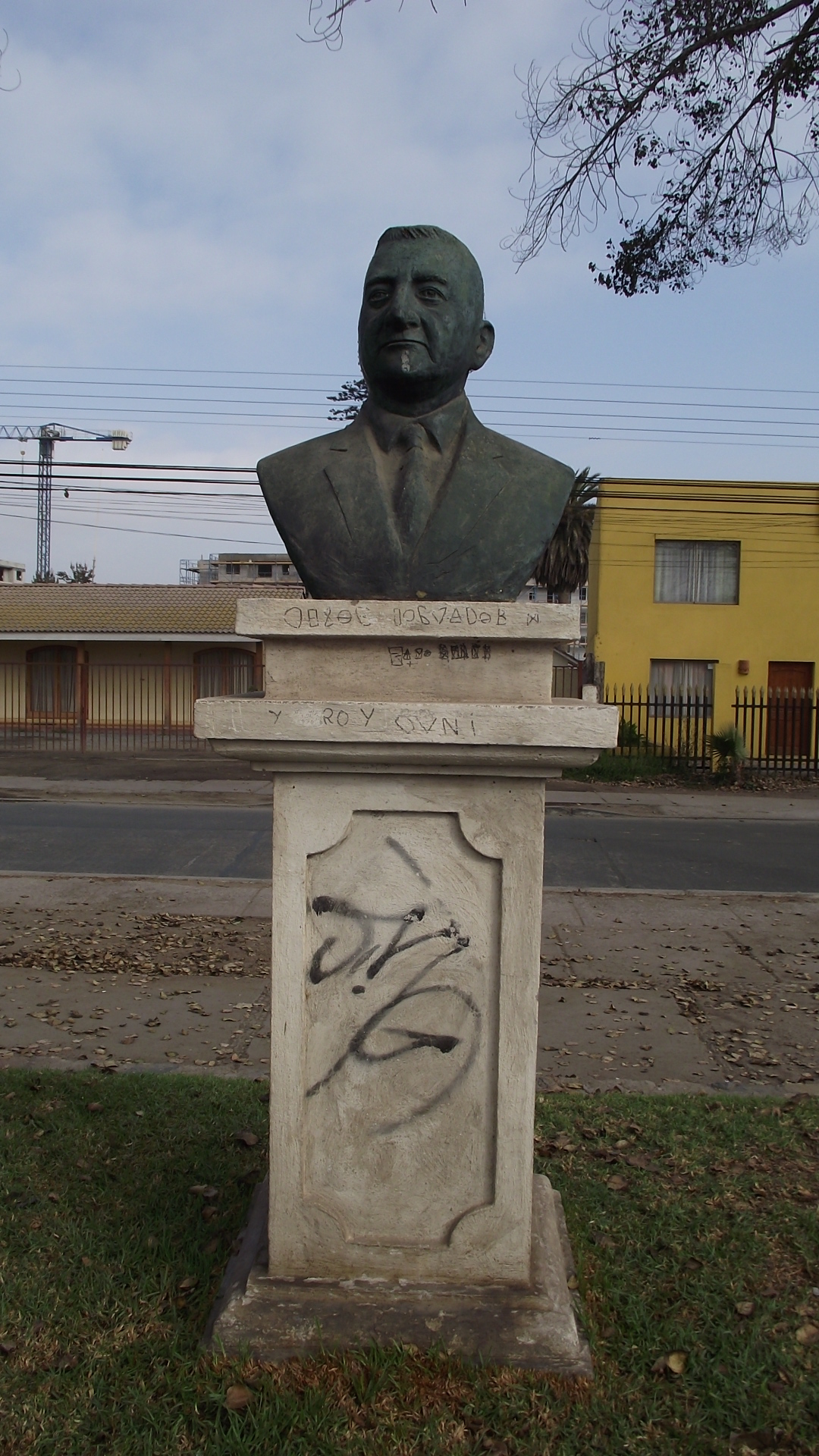
Busto de Braulio Arenas en el Paseo de los Poetas de La Serena.

- En el océano de nadie, narraciones, 1951
- La gran vida, 1952
- El pensamiento transmitido, 1952
- Discurso del gran poder, 1952
- Ancud, Castro y Achao, 1953
- El cerro Caracol, narraciones, 1956
- Versión definitiva, con dibujos de la pintora Juana Lecaros, 1956
- El a g c de la Mandrágora, 1957
- Poemas 1934-1959, 1959
- Adiós a la familia, novela, 1961 (reeditada por la Editorial Universitaria en 2000)
- La casa fantasma, 1962
- Vicente Huidobro y el creacionismo, ensayos, 1964
- El juego de ajedrez, o, Visiones del país de las maravillas, 1966
- Pequeña meditación al atardecer en un cementerio junto al mar, 1966
- El castillo de Perth, novela, 1969
- La endemoniada de Santiago, novela, 1969
- En el mejor de los mundos, antología poética 1929-1969; 1970
- Samuel, comedia en dos actos, 1970
- El laberinto de Greta, novela, 1971
- Los mozos de Monleón, narraciones, 1971
- La promesa en blanco, novela, 1972
- Actas surrealistas, ensayo, 1974
- Berenice: la idea fija, novela, 1975
- Los esclavos de sus pasiones, novela, 1975
- El cantar de Rolando, ensayo, 1975
- El pintor Morales Jordán, ensayo, 1975
- Una mansión absolutamente espejo deambula por una mansión absolutamente imagen, 1978
- Los sucesos de Budi, novela, 1980
- La situación física del castillo kafkiano, 1980
- Escritos y escritores chilenos, ensayos, 1982
- Visiones del país de las maravillas, 1983
- Los dioses del Olimpo, leyendas, 1983
- La promesa en blanco, novela, 1984
- Sólo un día del tiempo. Crónica del año 1929, 1984
- Escritos mundanos, 1985
- Memorándum chileno, 1987
- Realidad desalojada, 2009
- La casa fantasma y otros poemas, 2012

### En antologías
- 13 poetas chilenos, 1948